# WD-40
WD-40 es una marca comercial de aceite penetrante desarrollado por la WD-40 Company, con sede en San Diego, California. La empresa original fue fundada en 1953 por el químico industrial estadounidense Norm Larsen, bajo el nombre de "Rocket chemical Company". WD-40 es un acrónimo de "Water Displacement - 40th Attempt", porque al principio sirvió para evitar la corrosión, y obtuvo exitosamente la fórmula en su intento 40. Está compuesto en su mayoría por hidrocarburos.

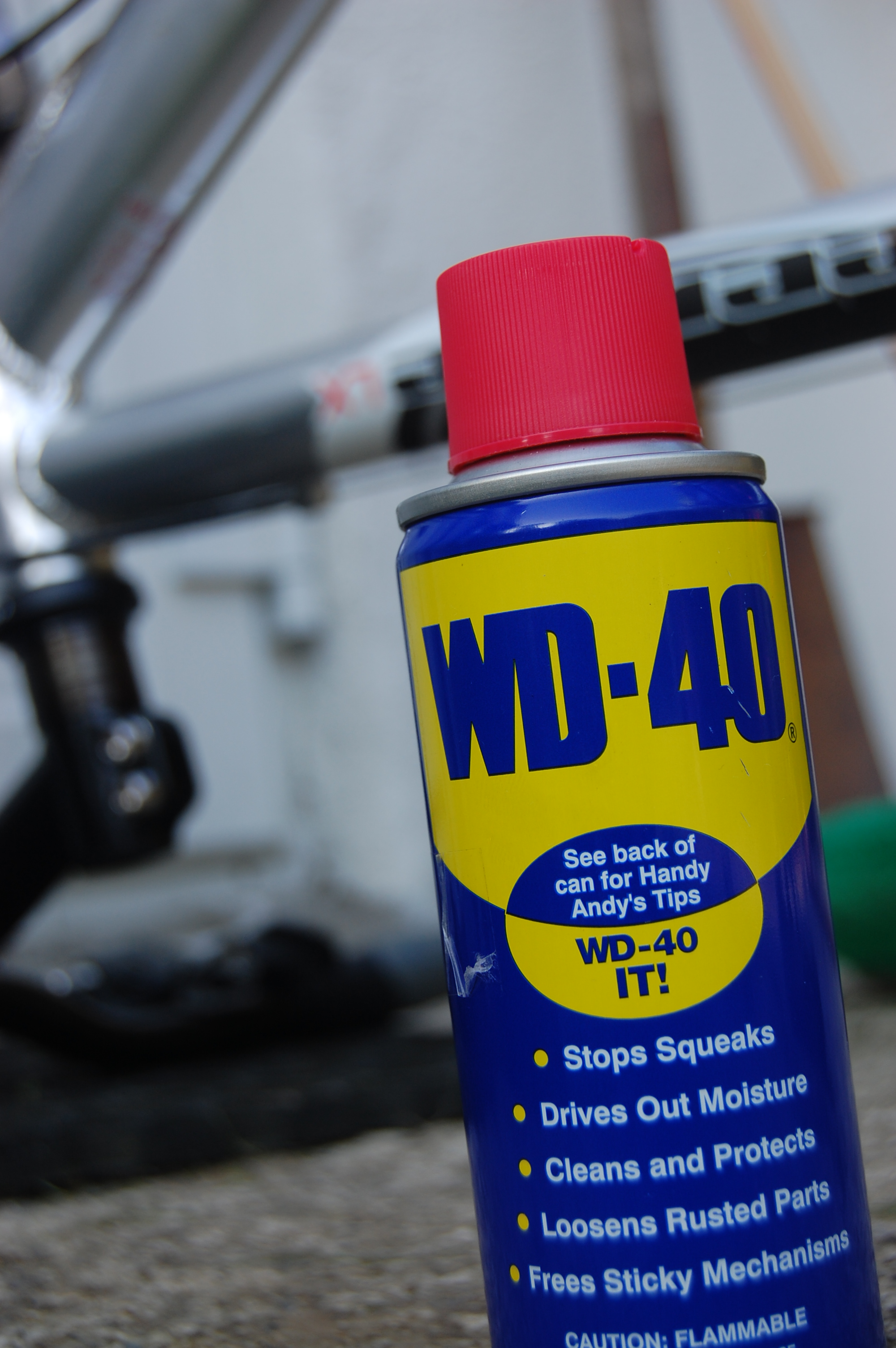
Envase de WD-40.

## Función
El ingrediente activo del WD-40 es un aceite viscoso volátil, que al aplicarse a ciertos elementos los lubrica y los protege contra la humedad. Este se diluye con un hidrocarburo volátil para dar un líquido de baja viscosidad que puede ser pulverizado y, por tanto entrar en las grietas. Un propulsor (dióxido de carbono) es usado para hacer presión y que el líquido salga por la boquilla del envase para difundirse

## Fórmula
La fórmula del producto es un secreto, además no se patentó para mantenerla oculta. 
Una incorrecta leyenda urbana, dice que el ingrediente es aceite de pescado.
Pero según una ficha de datos de seguridad de Estados Unidos (MSDS) esta es su composición:
- 50%: Stoddard Solvent (líquido inflamable, parecido al queroseno)
- 25%: gas de petróleo líquido (ahora se estaría usando dióxido de carbono para hacerlo menos inflamable)
- 15+%: aceite mineral (lubricante ligero)
- 5-%: ingredientes inertes.